# Mattia Montini
Mattia Montini (Frosinone, 28 febbraio 1992) è un calciatore italiano, attaccante della Sarnese.

## Carriera

### Club
Cresciuto nel settore giovanile della Roma, con cui vince un Campionato Primavera, decidendo con una tripletta la finale contro il Varese, il 13 luglio 2011 passa in prestito al Benevento. Poco utilizzato a causa di un grave infortunio al ginocchio, viene comunque riscattato dai sanniti. Il 23 gennaio 2013 si trasferisce alla Feralpisalò, mentre nel luglio successivo viene ceduto al Cittadella, venendo tuttavia condizionato da un grave infortunio. Il 28 gennaio 2014 passa alla Juve Stabia; si trasferisce in seguito all'Arezzo, appena ripescato in Lega Pro. Rimasto svincolato, trascorre una stagione con la Pro Patria, prima di venire tesserato dal Monopoli, con cui fornisce ottime prestazioni individuali: acquistato dal Bari, termina l'esperienza coi bianco-verdi con tredici reti complessive. Il 31 agosto 2017 passa in prestito al Livorno, con cui conquista la promozione in Serie B. Rimasto senza squadra, il 14 novembre 2018 viene presentato dalla Dinamo Bucarest, approdando così nella massima serie rumena. Con i bianco-rossi disputa la migliore stagione in carriera, dimostrandosi una delle rivelazioni del campionato. Nel corso della seconda stagione il rendimento, complice anche la situazione societaria, è al di sotto delle aspettative. A fine stagione decide di non rinnovare il contratto in scadenza rimanendo libero.

### Nazionale
Nel 2011 ha giocato una partita con la nazionale italiana Under-20.

## Statistiche

### Presenze e reti nei club
Statistiche aggiornate al 23 febbraio 2025.
| Stagione           | Squadra            | Campionato         | Campionato | Campionato | Coppe nazionali | Coppe nazionali | Coppe nazionali | Coppe continentali | Coppe continentali | Coppe continentali | Altre coppe | Altre coppe | Altre coppe | Totale | Totale |
| Stagione           | Squadra            | Comp               | Pres       | Reti       | Comp            | Pres            | Reti            | CompI1             | Pres               | Reti               | Comp        | Pres        | Reti        | Pres   | Reti   |
| ------------------ | ------------------ | ------------------ | ---------- | ---------- | --------------- | --------------- | --------------- | ------------------ | ------------------ | ------------------ | ----------- | ----------- | ----------- | ------ | ------ |
| 2011-2012          | Benevento          | 1D                 | 9          | 1          | CI+CI-LP        | 0+1             | 0               | -                  | -                  | -                  | -           | -           | -           | 10     | 1      |
| 2012-gen. 2013     | Benevento          | 1D                 | 10         | 2          | CI+CI-LP        | 0+1             | 0               | -                  | -                  | -                  | -           | -           | -           | 11     | 2      |
| gen.-giu. 2013     | Feralpisalò        | 1D                 | 13         | 2          | CI-LP           | -               | -               | -                  | -                  | -                  | -           | -           | -           | 13     | 2      |
| 2013-gen. 2014     | Cittadella         | B                  | 4          | 0          | CI              | 1               | 0               | -                  | -                  | -                  | -           | -           | -           | 5      | 0      |
| gen.-giu. 2014     | Juve Stabia        | B                  | 4          | 0          | CI              | -               | -               | -                  | -                  | -                  | -           | -           | -           | 4      | 0      |
| ago.-set. 2014     | Benevento          | LP                 | 1          | 0          | CI+CI-LP        | 2+0             | 0               | -                  | -                  | -                  | -           | -           | -           | 3      | 0      |
| Totale Benevento   | Totale Benevento   | Totale Benevento   | 20         | 3          |                 | 4               | 0               |                    | -                  | -                  |             | -           | -           | 24     | 3      |
| set. 2014-2015     | Arezzo             | LP                 | 28         | 2          | -               | -               | -               | -                  | -                  | -                  | -           | -           | -           | 28     | 2      |
| 2015-2016          | Pro Patria         | LP                 | 20         | 4          | -               | -               | -               | -                  | -                  | -                  | -           | -           | -           | 20     | 4      |
| 2016-2017          | Monopoli           | LP                 | 35         | 13         | CI+CI-LP        | -               | -               | -                  | -                  | -                  | -           | -           | -           | 35     | 13     |
| 2017-2018          | Livorno            | C                  | 24         | 2          | CI+CI-C         | 0+2             | 1               | -                  | -                  | -                  | SC          | 2           | 0           | 28     | 3      |
| 2018-2019          | Dinamo Bucarest    | L1                 | 10+13      | 7+6        | CR              | -               | -               | -                  | -                  | -                  | -           | -           | -           | 23     | 13     |
| 2019-2020          | Dinamo Bucarest    | L1                 | 16+6       | 4          | CR              | 2               | 0               | -                  | -                  | -                  | -           | -           | -           | 24     | 4      |
| Totale D. Bucarest | Totale D. Bucarest | Totale D. Bucarest | 45         | 17         |                 | 2               | 0               |                    | -                  | -                  |             | -           | -           | 47     | 17     |
| 2020-2021          | Astra Giurgiu      | L1                 | 20+8       | 4+1        | CR              | 5               | 3               | -                  | -                  | -                  | -           | -           | -           | 33     | 8      |
| 2021-2022          | Widzew Łódź        | 1L                 | 9          | 2          | CP              | 2               | 1               | -                  | -                  | -                  | -           | -           | -           | 11     | 3      |
| 2022-gen. 2023     | Monopoli           | C                  | 17         | 3          | CI+CI-C         | -               | -               | -                  | -                  | -                  | -           | -           | -           | 17     | 3      |
| Totale Monopoli    | Totale Monopoli    | Totale Monopoli    | 52         | 16         |                 | 0               | 0               |                    | -                  | -                  |             | -           | -           | 52     | 16     |
| gen.-giu. 2023     | Audace Cerignola   | C                  | 6+2        | 0          | CI+CI-C         | -               | -               | -                  | -                  | -                  | -           | -           | -           | 8      | 0      |
| 2023-gen. 2024     | Fermana            | C                  | 13         | 3          | CI-C            | 1               | 0               | -                  | -                  | -                  | -           | -           | -           | 14     | 3      |
| gen.-giu. 2024     | Trapani            | D                  | 4          | 1          | CI-D            | 2               | 0               | -                  | -                  | -                  | -           | -           | -           | 6      | 1      |
| 2024-2025          | Sarnese            | D                  | 15         | 4          | CI-D            | 2               | 0               |                    | -                  | -                  |             | -           | -           | 17     | 4      |
| Totale carriera    | Totale carriera    | Totale carriera    | 275        | 58         |                 | 17              | 4               |                    | -                  | -                  |             | 2           | 0           | 294    | 61     |

## Palmarès

### Club

#### Competizioni nazionali
- Serie C: 1

Livorno: 2017-2018 (girone A)
- Serie D: 1

Trapani: 2023-2024 (girone I)
- Coppa Italia Serie D: 1

Trapani: 2023-2024

#### Competizioni giovanili
- Campionato Primavera: 1

Roma: 2010-2011